# Danube Dragons 2009
Questa voce raccoglie le informazioni riguardanti i Danube Dragons nelle competizioni ufficiali della stagione 2009.

## Austrian Football League 2009

### Stagione regolare
| Klagenfurt am Wörthersee 28 marzo 2009, ore 15:00 1ª giornata | Black Lions                           | 28 – 51 (7-13 14-10 0-14 7-14) referto | Danube Dragons | ASK-Sportanlage Fischl (500 spett.)\| Arbitri: \| Leue Hölbling Lair Kupka Muellner Tod \| |
| Arbitri:                                                      | Leue Hölbling Lair Kupka Muellner Tod |                                        |                |                                                                                            |

| Korneuburg 4 aprile 2009, ore 17:00 2ª giornata | Danube Dragons                                              | 35 – 52 (6-7 14-28 7-14 8-3) referto | Tirol Raiders | Rattenfängerstadion (1500 spett.)\| Arbitri: \| Hofbauer D. Mueller E. Scheiber Tadic Edelmüller H. Dungler \| |
| Arbitri:                                        | Hofbauer D. Mueller E. Scheiber Tadic Edelmüller H. Dungler |                                      |               | |

| Graz 11 aprile 2009, ore 14:00 3ª giornata | Graz Giants                                      | 50 – 57 (14-14 7-22 15-0 14-21) referto | Danube Dragons | Stadion Eggenberg (700 spett.)\| Arbitri: \| Lair Ulicny Hofbauer Windsteig R. Moelbling Leue \| |
| Arbitri:                                   | Lair Ulicny Hofbauer Windsteig R. Moelbling Leue |                                         |                |                                                                                                  |

| Korneuburg 18 aprile 2009, ore 17:00 4ª giornata | Danube Dragons                                 | 57 – 30 (8-7 22-7 7-8 20-8) referto | Vienna Vikings | Rattenfängerstadion (1000 spett.)\| Arbitri: \| Savicevic C.Kreimel Windsteig Tadic Edelmüller \| |
| Arbitri:                                         | Savicevic C.Kreimel Windsteig Tadic Edelmüller |                                     |                |                                                                                                   |

| Korneuburg 2 maggio 2009, ore 17:00 5ª giornata | Danube Dragons                                            | 16 – 34 (7-7 7-0 2-13 0-14) referto | Graz Giants | Rattenfängerstadion (1000 spett.)\| Arbitri: \| Hofbauer H. Dungler Savicevic G. Schiller D. Mueller Leue \| |
| Arbitri:                                        | Hofbauer H. Dungler Savicevic G. Schiller D. Mueller Leue |                                     |             | |

| Vienna 10 maggio 2009, ore 15:00 6ª giornata | Vienna Vikings                                | 24 – 27 (7-0 3-7 7-7 7-13) referto | Danube Dragons | Hohe Warte Stadion (3000 spett.)\| Arbitri: \| Hofbauer T. Koenig A. Fritz Ulicny H. Dungler \| |
| Arbitri:                                     | Hofbauer T. Koenig A. Fritz Ulicny H. Dungler |                                    |                |                                                                                                 |

| Korneuburg 23 maggio 2009, ore 17:00 8ª giornata | Danube Dragons                        | 42 – 17 (0-7 14-3 14-7 14-0) referto | Cineplexx Blue Devils | Rattenfängerstadion (1000 spett.)\| Arbitri: \| Savicevic A. Fritz Kreimel Leue Tadic \| |
| Arbitri:                                         | Savicevic A. Fritz Kreimel Leue Tadic |                                      |                       |                                                                                          |

| Innsbruck 6 giugno 2009, ore 17:05 9ª giornata | Tirol Raiders                                    | 48 – 33 (7-14 14-7 14-0 13-12) referto | Danube Dragons | Tivoli-Neu Stadion (2200 spett.)\| Arbitri: \| O. Wahl Muellner Sumner Balac Leue H.C. Albrecht \| |
| Arbitri:                                       | O. Wahl Muellner Sumner Balac Leue H.C. Albrecht |                                        |                | |

#### Playoff
| Korneuburg 20 giugno 2009, ore 15:00 Wild Card | Danube Dragons                               | 41 – 33 (0-6 14-8 13-6 14-13) referto | Black Lions | Rattenfängerstadion (500 spett.)\| Arbitri: \| Savicevic Hölbling Hofbauer Tadic Edelmüller \| |
| Arbitri:                                       | Savicevic Hölbling Hofbauer Tadic Edelmüller |                                       |             |                                                                                                |

| Graz 28 giugno 2009, ore 16:00 Semifinale | Graz Giants                                          | 35 – 28 (7-17 13-6 21-9 7-0) referto | Danube Dragons | Stadion Eggenberg (2000 spett.)\| Arbitri: \| Savicevic E. Scheiber Korntheuer Leue Lair Windsteig \| |
| Arbitri:                                  | Savicevic E. Scheiber Korntheuer Leue Lair Windsteig |                                      |                | |

## Statistiche di squadra
| Competizione      | %Vittorie | In casa | In casa | In casa | In casa | In casa | In casa | In trasferta | In trasferta | In trasferta | In trasferta | In trasferta | In trasferta | Totale | Totale | Totale | Totale | Totale | Totale |
| Competizione      | %Vittorie | G       | V       | N       | P       | Pf      | Ps      | G            | V            | N            | P            | Pf           | Ps           | G      | V      | N      | P      | Pf     | Ps     |
| ----------------- | --------- | ------- | ------- | ------- | ------- | ------- | ------- | ------------ | ------------ | ------------ | ------------ | ------------ | ------------ | ------ | ------ | ------ | ------ | ------ | ------ |
| Stagione regolare | .625      | 4       | 2       | 0       | 2       | 150     | 133     | 4            | 3            | 0            | 1            | 168          | 150          | 8      | 5      | 0      | 3      | 318    | 283    |
| Playoff           | .500      | 1       | 1       | 0       | 0       | 41      | 33      | 1            | 0            | 0            | 1            | 28           | 35           | 2      | 1      | 0      | 1      | 69     | 68     |
| Totale            | .600      | 5       | 3       | 0       | 2       | 191     | 166     | 5            | 3            | 0            | 2            | 196          | 185          | 10     | 6      | 0      | 4      | 377    | 351    |